# Coppa del Mondo di rugby femminile 2021
La Coppa del Mondo di rugby femminile 2021 (in inglese 2021 Rugby World Cup) è stata la 9ª edizione della Coppa del Mondo, massima competizione internazionale di rugby a 15 femminile organizzata da World Rugby.
Originariamente in programma tra luglio e agosto 2021, fu rinviata al periodo tra l'8 ottobre e il 12 novembre 2022 a causa dell'insorgere della pandemia di COVID-19.
Invariato, invece, il Paese organizzatore, la Nuova Zelanda, le cui città ospiti furono Auckland e Whangarei.
Il 19 agosto 2019 World Rugby soppresse ogni riferimento di genere nelle denominazioni ufficiali delle proprie competizioni e, di conseguenza, il nome della Coppa del Mondo femminile, dal 2021, è Rugby World Cup esattamente come quella maschile.
Il titolo fu appannaggio della Nuova Zelanda, riconfermatasi campione e vincitrice della sua sesta Coppa del Mondo complessiva; come nel 2017, la finalista sconfitta fu l'Inghilterra.

## Storia

### L'organizzazione
World Rugby sollecitò l'invio delle candidature entro giugno 2018; a rispondere all'invito furono Australia, Francia, Galles, Inghilterra, Nuova Zelanda e Portogallo.
Ad agosto iniziò la presa in esame delle candidature e il 14 novembre 2018 a Dublino fu scelta la Nuova Zelanda.
Le sedi prescelte furono Whangārei e Auckland; quest'ultima città mise a disposizione anche Eden Park che già in passato aveva ospitato le finali di due campionati mondiali maschili, nel 1987 e 2011.
La Nuova Zelanda si aggiunse quindi al gruppo di Paesi (che comprende anche Galles, Inghilterra e Francia) ad avere ospitato sia l'edizione maschile che femminile della Coppa del Mondo seniores.

### Il torneo

#### La fase a gironi
La fase a gironi del torneo rispettò, fondamentalmente, i valori del ranking mondiale: l'Inghilterra fu l'unica che vinse il girone mancando un punto di bonus per via della vittoria di stretto margine sulla Francia, sorteggiata nello stesso suo gruppo e qualificatasi ai play-off come seconda classificata, mentre sia la Nuova Zelanda che il Canada portarono via tre vittorie ciascuna a punteggio pieno.
Rilevante, invece, la prestazione dell'Italia: sconfitti gli Stati Uniti al primo incontro (avversario mai battuto in precedenza), le Azzurre perfezionarono la qualificazione nella vittoria in chiusura di girone contro il Giappone.
Nella storia del rugby italiano si trattò della prima qualificazione in assoluto di una qualsiasi squadra nazionale alle fasi a eliminazione di un campionato mondiale.
Le altre qualificate ai quarti furono Australia, seconda del girone della capolista Nuova Zelanda e, nello stesso gruppo, Galles,una delle migliori terze, e Stati Uniti nel girone del Canada e dell'Italia.

#### Iplay-off
Gli accoppiamenti dei play-off, tenutisi parte a Whangārei e parte ad Auckland, furono nell'ordine Francia – Italia, Nuova Zelanda – Galles, Inghilterra – Australia e Canada – Stati Uniti (partita, quest'ultima, che per effetto del regolamento di seeding si trovò a essere giocata due volte nell'arco di una settimana in quanto le due squadre facevano parte dello stesso girone).
L'Italia terminò la sua corsa nei quarti di finale perdendo 3-39 contro la Francia e pagando dazio alla maggiore esperienza in campo delle avversarie, che costruirono più della metà del punteggio nelle fasi in cui si trovarono in superiorità numerica a causa di due espulsioni temporanee delle Azzurre; stesso scarto (41-5) fu imposto dall'Inghilterra all'Australia in una partita con pochissima storia, già chiusa in vantaggio per 19-5 al primo tempo.
Più netta ancora fu la vittoria neozelandese sul Galles, già maturata nel primo tempo con un 29-3 cresciuto poi fino al 55-3 finale, mentre invece il derby nordamericano tra Canada e Stati Uniti fu meno sbilanciato, anche se alla fine le Canucks si aggiudicarono l'incontro con 21 punti di scarto, 32-11.
Molto più combattute le due semifinali, che vedevano di fronte le prime quattro squadre del ranking mondiale: nella prima tra Canada e Inghilterra, l'incontro fu in bilico per quasi tutti gli ottanta minuti, con le inglesi avanti solo di tre punti all'intervallo e, dopo una mini-fuga, riavvicinate fino al -4 a pochi minuti dalla fine: solo tre punti in chiusura diedero alle Red Roses la certezza della vittoria per 26-19; spettacolare e, alfine, drammatica per le francesi l'altra semifinale, contro le padrone di casa delle Black Ferns: davanti al pubblico avversario le Bleues conducevano 10-0 dopo venti minuti e chiudevano in vantaggio di 7 punti il primo tempo, per poi essere raggiunte e sorpassate nella ripresa, con la Nuova Zelanda a +8 ma la Francia a trovare una meta tecnica nel finale che la riportava sotto di un punto, 24-25: a tempo scaduto un piazzato veniva calciato fuori dai pali, vanificando la speranza di sorpasso e qualificazione alla finale.
All'Eden Park di Auckland un'affluenza di 43759 spettatori, record per un incontro internazionale di rugby femminile, assistette all'ultimo atto: per la Nuova Zelanda si trattava della sesta finale, per l'Inghilterra dell'ottava, nonché della quinta che vedeva le due squadre l'una contro l'altra, con i quattro precedenti tutti in favore delle Black Ferns.
L'Inghilterra voleva dare continuità alla sua striscia vincente di 30 incontri consecutivi che l'avevano portata al vertice del ranking mondiale scalzandone proprio la Nuova Zelanda, e l'inizio pareva confermare tale nuovo rapporto di forze: inglesi avanti 14-0 nei primi quindici minuti, ma a metà ripresa rimaste in 14 per via dell'espulsione di Thompson, rea a giudizio dell'arbitra di avere placcato pericolosamente la neozelandese Woodman; ne nasceva una nuova partita, in cui nonostante l'inferiorità numerica e il ritorno delle neozelandesi che pareggiarono a dieci minuti dalla fine del primo tempo, le Roses andavano in meta ancora due volte prima dell'intervallo e terminavano avanti di 7, 26-19, la prima frazione; due mete di marca Black Ferns nella ripresa ribaltavano il risultato, ma l'Inghilterra approfittava di una temporanea parità numerica a seguito di espulsione temporanea di Simon per fallo su Dow per andare in meta e tornare in avanti 31-29; di nuovo con l'elemento in più la Nuova Zelanda andava a propria volta in meta a 9' dalla fine; un tentativo inglese di maul da touche ai cinque metri moriva tra le mani delle avanti neozelandesi, e la partita finiva lì, con la sesta vittoria della Nuova Zelanda e la sesta finale persa delle inglesi.
Senza storia invece la finale di consolazione per il terzo posto, con la Francia nettamente vincitrice 36-0 su un Canada mai pericoloso e regolato con cinque mete.

## Impianti
| Città     | Impianto          | Capacità | Incontri |
| --------- | ----------------- | -------- | -------- |
| Auckland  | Eden Park         | 50000    | 7        |
| Auckland  | Waitakere Stadium | 4901     | 8        |
| Whangārei | Okara Park        | 18500    | 11       |

## Squadre qualificate
| Fase                  | Africa                 | Americhe                                                                     | Asia                | Europa | Oceania                                                                                   | Ripescaggi            |
| --------------------- | ---------------------- | ---------------------------------------------------------------------------- | ------------------- | --- | ----------------------------------------------------------------------------------------- | --------------------- |
| Qualificate d'ufficio |                        | - Canada (5ª classificata CdM 2017) - Stati Uniti (4ª classificata CdM 2017) |                     | - Francia (3ª classificata CdM 2017) - Galles (7ª classificata CdM 2017) - Inghilterra (finalista CdM 2017) | - Australia (6ª classificata CdM 2017) - Nuova Zelanda (organizzatore e campione uscente) |                       |
| Schema qualificazioni | - Sudafrica (Africa 1) |                                                                              | - Giappone (Asia 1) | - Italia (Europa 1)                                                                                         | - Figi (Oceania 1)                                                                        | - Scozia (Ripescaggi) |

## Formula
Le 12 squadre furono ripartite in 3 gruppi da 4 squadre ciascuna; in ciascun gruppo le quattro squadre si affrontarono con il meccanismo del girone all'italiana e classifica stilata secondo il sistema dell'Emisfero Sud (4 punti a vittoria, 2 a pareggio, 0 a sconfitta più il bonus sconfitta di un punto per scarti in gara inferiori o uguali a 7 punti, e altro eventuale bonus di un punto per la squadra che realizzi 4 o più mete in un incontro).
La prima e la seconda di ogni girone e le due migliori terze si qualificarono ai quarti di finale.
Al termine della fase a gironi fu assegnata alle otto squadre qualificate ai play-off un seeding da 1 a 8, secondo il seguente criterio: da 1 a 4 le tre prime classificate in ordine di punteggio, e la seconda miglior qualificata; da 5 a 8 le altre due seconde classificate e le due migliori terze classificate in ordine di punteggio.
I quarti di finale si svolsero secondo il seguente schema:
1. squadra 1 – squadra 8
2. squadra 2 – squadra 7
3. squadra 3 – squadra 6
4. squadra 4 – squadra 5

e le successive semifinali videro i seguenti accoppiamenti:
- vincitore incontro 1 – vincitore incontro 4
- vincitore incontro 2 – vincitore incontro 3

La finale per il terzo posto si tenne tra le due squadre sconfitte in semifinale, mentre quella per il titolo mondiale tra le due vincitrici.
In tutti gli incontri della fase a gironi le discriminanti per stabilire la precedenza in caso di parità di punti in classifica furono nell'ordine:
1. risultato dell'incontro diretto;
2. differenza punti realizzati/subiti nel girone;
3. differenza mete realizzate/subìte nel girone;
4. punti realizzati nel girone;
5. mete realizzate nel girone;
6. il ranking World Rugby determinatosi dopo la fase a gironi[21].

Nella fase a gironi era ammesso il pareggio.
Per quanto riguarda la fase a play-off, se un incontro fosse terminato in pareggio dopo il tempo regolamentare, si sarebbe proceduto nell'ordine:
1. due tempi supplementari di 10 minuti ciascuno da disputarsi 5 minuti dopo la fine dei tempi regolamentari e con un ulteriore intervallo di 5 minuti tra i due tempi;
2. un eventuale ulteriore terzo tempo supplementare di 10 minuti, nel corso del quale la prima squadra che marca punti vince l'incontro;
3. spareggio ai calci piazzati tra i pali: ogni squadra calcia 5 volte tra i pali da tre posizioni diverse sulla linea dei 22 metri dalla linea di meta (centrale rispetto ai pali, e sguardato di 15 metri rispettivamente a destra e a sinistra dal centro della linea dei 22 metri)[21].

Il punteggio da indicare in caso di incontro terminato ai tempi regolamentari o supplementari sarebbe stato quello maturato al completamento del gioco; in caso di spareggio ai tiri il punteggio si sarebbe indicato con il risultato maturato al termine dell'incontro con, tra parentesi, il risultato dei tiri tra i pali, per esempio: Squadra A – Squadra B 25-25 (7-6).

## Gironi
Il sorteggio per la definizione dei gironi avvenne allo Sky City Theatre di Auckland il 20 novembre 2020, quando ancora erano ignoti i nomi di tre delle cinque squadre espresse dalle qualificazioni; a tale data infatti solo Figi e Sudafrica avevano quadagnato il biglietto per la competizione, mentre invece altre sette squadre erano qualificate di diritto grazie al risultato ottenuto nella Coppa del Mondo di rugby femminile 2017m ovvero Nuova Zelanda (campione uscente), Inghilterra (finalista sconfitta), Francia e Stati Uniti (semifinaliste), Canada, Australia e Galles (classificatesi dal quinto al settimo posto).
Le squadre all'epoca note erano state suddivise in fasce di merito in base al ranking World Rugby al momento del sorteggio, con le migliori tre in classifica (Nuova Zelanda, Inghilterra e Canada) teste di serie di ciascuno dei tre gironi.
Le squadre ancora ignote furono identificate dal loro slot di qualificazione; quelle note come "Europa 1" e "Asia 1" (che in seguito si sarebbe determinato sarebbero state Italia e Giappone) furono assegnate al girone 2, mentre la vincitrice del torneo finale di ripescaggio (appannaggio della Scozia) fu inserita nel girone 1.
Il sorteggio, presentato in diretta televisiva dalla conduttrice Laura McGoldrick, vide la presenza in videoconferenza (viste le restrizioni per la pandemia di COVID-19) di Bill Beaumont, presidente di World Rugby e, come estrattori, il primo ministro neozelandese Jacinda Ardern, le ex Black Ferns Melodie Robinson e Farah Palmer e l'ex All Black Dan Carter.
I gironi al termine delle qualificazioni furono i seguenti:
| Girone A                                                      | Girone B                                                      | Girone C                                                      |
| ------------------------------------------------------------- | ------------------------------------------------------------- | ------------------------------------------------------------- |
| - Nuova Zelanda (Q) - Australia (Q) - Galles (Q) - Scozia (R) | - Canada (Q) - Stati Uniti (Q) - Italia (E1) - Giappone (AS1) | - Inghilterra (Q) - Francia (Q) - Sudafrica (AF1) - Figi (O1) |

## Fase a gironi

### Girone A
| Data       | Incontro                  | Risultato | Sede      |
| ---------- | ------------------------- | --------- | --------- |
| 8-10-2022  | Australia ― Nuova Zelanda | 17-41     | Auckland  |
| 9-10-2022  | Galles ― Scozia           | 18-15     | Whangarei |
| 15-10-2022 | Scozia ― Australia        | 12-14     | Whangarei |
| 16-10-2022 | Galles ― Nuova Zelanda    | 12-56     | Auckland  |
| 22-10-2022 | Australia ― Galles        | 13-7      | Whangarei |
| 22-10-2022 | Nuova Zelanda ― Scozia    | 57-0      | Whangarei |

| Pos | Squadra       | G | V | N | P | PF  | PS | P±  | BP | PT |
| --- | ------------- | - | - | - | - | --- | -- | --- | -- | -- |
| A1  | Nuova Zelanda | 3 | 3 | 0 | 0 | 154 | 29 | 125 | 3  | 15 |
| A2  | Australia     | 3 | 2 | 0 | 1 | 44  | 60 | −16 | 0  | 8  |
| A3  | Galles        | 3 | 1 | 0 | 2 | 37  | 84 | −47 | 1  | 5  |
| A4  | Scozia        | 3 | 0 | 0 | 3 | 27  | 89 | −62 | 2  | 2  |

### Girone B
| Data       | Incontro               | Risultato | Sede      |
| ---------- | ---------------------- | --------- | --------- |
| 9-10-2022  | Stati Uniti ― Italia   | 10-22     | Whangarei |
| 9-10-2022  | Giappone ― Canada      | 5-41      | Whangarei |
| 15-10-2022 | Stati Uniti ― Giappone | 30-17     | Whangarei |
| 16-10-2022 | Italia ― Canada        | 12-22     | Auckland  |
| 23-10-2022 | Giappone ― Italia      | 8-21      | Auckland  |
| 23-10-2022 | Canada ― Stati Uniti   | 29-14     | Auckland  |

| Pos | Squadra     | G | V | N | P | PF | PS | P±  | BP | PT |
| --- | ----------- | - | - | - | - | -- | -- | --- | -- | -- |
| B1  | Canada      | 3 | 3 | 0 | 0 | 92 | 31 | 61  | 3  | 15 |
| B2  | Italia      | 3 | 2 | 0 | 1 | 55 | 40 | 15  | 1  | 9  |
| B3  | Stati Uniti | 3 | 1 | 0 | 2 | 54 | 68 | −14 | 1  | 5  |
| B4  | Giappone    | 3 | 0 | 0 | 3 | 30 | 92 | −62 | 0  | 0  |

### Girone C
| Data       | Incontro                | Risultato | Sede      |
| ---------- | ----------------------- | --------- | --------- |
| 8-10-2022  | Sudafrica ― Francia     | 5-40      | Auckland  |
| 8-10-2022  | Figi ― Inghilterra      | 19-84     | Auckland  |
| 15-10-2022 | Francia ― Inghilterra   | 7-13      | Whangarei |
| 16-10-2022 | Figi ― Sudafrica        | 21-17     | Auckland  |
| 22-10-2022 | Francia ― Figi          | 44-0      | Whangarei |
| 23-10-2022 | Inghilterra ― Sudafrica | 75-0      | Auckland  |

| Pos | Squadra     | G | V | N | P | PF  | PS  | P±   | BP | PT |
| --- | ----------- | - | - | - | - | --- | --- | ---- | -- | -- |
| C1  | Inghilterra | 3 | 3 | 0 | 0 | 172 | 26  | 146  | 2  | 14 |
| C2  | Francia     | 3 | 2 | 0 | 1 | 91  | 18  | 73   | 3  | 11 |
| C3  | Figi        | 3 | 1 | 0 | 2 | 40  | 145 | −105 | 0  | 4  |
| C4  | Sudafrica   | 3 | 0 | 0 | 3 | 22  | 136 | −114 | 1  | 1  |

## Seeding delle squadre qualificate
| Pos | Squadra       | G | V | N | P | PF  | PS | DP   | BMP | Pt |
| --- | ------------- | - | - | - | - | --- | -- | ---- | --- | -- |
| 1   | Nuova Zelanda | 3 | 3 | 0 | 0 | 154 | 29 | +125 | 3   | 15 |
| 2   | Canada        | 3 | 3 | 0 | 0 | 92  | 31 | +61  | 3   | 15 |
| 3   | Inghilterra   | 3 | 3 | 0 | 0 | 172 | 26 | +146 | 2   | 14 |
| 4   | Francia       | 3 | 2 | 0 | 1 | 91  | 18 | +73  | 3   | 11 |
| 5   | Italia        | 3 | 2 | 0 | 1 | 55  | 40 | +15  | 1   | 9  |
| 6   | Australia     | 3 | 2 | 0 | 1 | 44  | 60 | −16  | 0   | 8  |
| 7   | Stati Uniti   | 3 | 1 | 0 | 2 | 54  | 68 | −14  | 1   | 5  |
| 8   | Galles        | 3 | 1 | 0 | 2 | 37  | 84 | −47  | 1   | 5  |

## Play-off
|  | Quarti di finale          | Quarti di finale          | Quarti di finale          |                           |                           | Semifinali                | Semifinali                | Semifinali                |                            |                            | Finale                     | Finale                     | Finale                     |                            |                            |
|  |                           |                           |                           |                           |                           |                           |                           |                           |                            |                            |                            |                            |                            |                            |                            |
|  | 29 ottobre, Whangārei     |                           |                           |                           |                           |                           |                           |                           |                            |                            |                            |                            |                            |                            |                            |
|  | C2                        | Francia                   | 39                        |                           |                           |                           |                           |                           |                            |                            |                            |                            |                            |                            |                            |
|  | B2                        | Italia                    | 3                         |                           |                           | 5 novembre, Auckland (EP) | 5 novembre, Auckland (EP) | 5 novembre, Auckland (EP) | 5 novembre, Auckland (EP)  | 5 novembre, Auckland (EP)  |                            |                            |                            |                            |                            |
|  |                           |                           |                           |                           |                           | Francia                   | 24                        |                           |                            |                            |                            |                            |                            |                            |                            |
|  | 29 ottobre, Whangārei     | 29 ottobre, Whangārei     | 29 ottobre, Whangārei     | 29 ottobre, Whangārei     |                           |                           | Nuova Zelanda             | 25                        |                            |                            |                            |                            |                            |                            |                            |
|  | A1                        | Nuova Zelanda             | 55                        |                           |                           |                           |                           |                           |                            |                            |                            |                            |                            |                            |                            |
|  | A3                        | Galles                    | 3                         |                           |                           |                           |                           |                           |                            |                            | 12 novembre, Auckland (EP) | 12 novembre, Auckland (EP) | 12 novembre, Auckland (EP) | 12 novembre, Auckland (EP) | 12 novembre, Auckland (EP) |
|  |                           |                           |                           |                           |                           |                           |                           |                           |                            |                            |                            | Nuova Zelanda              | 34                         |                            |                            |
|  | 30 ottobre, Auckland (WS) | 30 ottobre, Auckland (WS) | 30 ottobre, Auckland (WS) | 30 ottobre, Auckland (WS) | 30 ottobre, Auckland (WS) |                           |                           |                           |                            |                            |                            | Inghilterra                | 31                         |                            |                            |
|  | C1                        | Inghilterra               | 41                        |                           |                           |                           |                           |                           |                            |                            |                            |                            |                            |                            |                            |
|  | A2                        | Australia                 | 5                         |                           |                           | 5 novembre, Auckland (EP) | 5 novembre, Auckland (EP) | 5 novembre, Auckland (EP) | 5 novembre, Auckland (EP)  | 5 novembre, Auckland (EP)  |                            | Finale 3º posto            | Finale 3º posto            | Finale 3º posto            |                            |
|  |                           |                           |                           |                           |                           | Inghilterra               | 26                        |                           | 12 novembre, Auckland (EP) | 12 novembre, Auckland (EP) | 12 novembre, Auckland (EP) | 12 novembre, Auckland (EP) | 12 novembre, Auckland (EP) |                            |                            |
|  | 30 ottobre, Auckland (WS) | 30 ottobre, Auckland (WS) | 30 ottobre, Auckland (WS) | 30 ottobre, Auckland (WS) |                           |                           | Canada                    | 19                        |                            |                            |                            | Francia                    | 36                         |                            |                            |
|  | B1                        | Canada                    | 32                        |                           |                           |                           |                           |                           |                            |                            | Canada                     | 0                          |                            |                            |                            |
|  | B3                        | Stati Uniti               | 11                        |                           |                           |                           |                           |                           |                            |                            |                            |                            |                            |                            |                            |

### Quarti di finale
| Arbitro: | Hollie Davidson |

|                                           |      |             |
| Grisez 3’, 68’, 70’ tecnica 61’ Touyé 64’ | mt   | 39’ Sillari |
| Drouin 3’, 64’ Queyroi 70’                | tr   |             |
| Drouin 40+4’, 50’                         | c.p. |             |

| Arbitro: | Aimee Barrett-Theron |

|                                                                                        |      |              |
| Woodman 13’, 43’ Tui 20’ Hirini 27’ Rule 38’ Connor 49’, 65’ A. Bremner 56’ Demant 68’ | mt   |              |
| Demant 13’, 27’, 38’, 43’, 49’                                                         | tr   |              |
|                                                                                        | c.p. | 16’ K. Bevan |

| Arbitro: | Maggie Cogger-Orr |

|                                                                  |    |                |
| Hunter 8’ Packer 30’, 38’, 80’ Ward 43’ Cokayne 53’ Matthews 65’ | mt | 40’ Chancellor |
| Scarratt 8’, 38’ Rowland 80’                                     | tr |                |

| Arbitro: | Joy Neville |

|                                             |      |                 |
| Hunt 16’ Paquin 20’ Farries 41’ Tessier 57’ | mt   | 9’ Kitlinski    |
| de Goede 16’, 41’, 57’                      | tr   |                 |
| de Goede 47’, 65’                           | c.p. | 38’, 45’ Kelter |

### Semifinali
| Arbitro: | Aimee Barrett-Theron |

|                           |      |                                       |
| M. Packer 9’ Dow 15’, 50’ | mt   | 15’ Paquin 35’ Corrigan 68’ Beukeboom |
| Scarratt 9’               | tr   | 35’, 68’ de Goede                     |
| Scarratt 40’, 43’, 71’    | c.p. |                                       |

| Arbitro: | Joy Neville |

|                                     |      |                                 |
| Fluhler 35’ Tui 44’ Fitzpatrick 57’ | mt   | 23’, 65’ R. Ménager 40’ Vernier |
| Holmes 37’ Demant 57’               | tr   | 23’, 40’, 65’ Drouin            |
| Holmes 29’ Demant 63’               | c.p. | 7’ Drouin                       |

### Finale per il 3º posto
| Arbitro: | Sara Cox |

|  |      |                                                      |
|  | mt   | 12’ Fall 36’ Bourdon 41’, 61’ M. Ménager 44’ Deshaye |
|  | tr   | 12’, 36’, 44’, 61’ Drouin                            |
|  | c.p. | 21’ Drouin                                           |

### Finale
| Arbitro: | Hollie Davidson |

| |              | |
| Kildunne 3’ Cokayne 13’, 32’, 54’ M. Packer 21’ | mt           | 18’ Ponsonby 25’, 71’ Leti-I’iga 40’ Rule 41’ Fluhler 49’ Murray |
| Scarratt 3’, 13’, 32’ | tr           | 18’, 25’ Holmes |
| · Kildunne · 18’ Thompson · Scarratt · Aitchison · 66’ Dow · Harrison · 50’ L. Packer · 73’ Cornborough · 73’ Cokayne · 73’ Bern · 27’ Aldcroft · Ward · Matthews · 50’ M. Packer · Hunter | Formazioni   | · Holmes · Tui · Fluhler 71’ · Fitzpatrick · Woodman 17’ · Demant · Cocksedge · Love 46’ · Ponsonby 46’ · Rule 62’ · Roos 63’ · C. Bremner · A. Bremner · Hirini · McMenamin 50’ |
| · 27’ O’Donnell · 50’ Kabeya · 50’ MacDonald · 66’ Heard · 73’ Brown · 73’ Davies · 73’ Muir                                                                                               | Sostituzioni | · Leti-I’iga 17’ · Connor 46’ · Murray 46’ · Simon 50’ 65-75’ · Taumata 62’ · Ngan-Woo 63’ · Tubic 71’                                                                           |
| Simon Middleton | Allenatori   | Wayne Smith |

## Statistiche
La miglior realizzatrice di punti, con 44, è l'inglese Emily Scarratt (una meta, 12 trasformazioni e 5 calci piazzati) che in classifica precede la francese Caroline Drouin (41) e il duo neozelandese Renee Holmes / Portia Woodman (35).
La citata Woodman è, inoltre, primatista di mete marcate (7), sopravanzando un trio a 6 mete composto dalla canadese Emily Tuttosi (miglior marcatrice della prima fase) e le due inglesi Amy Cokayne e Marlie Packer.
World Rugby quantifica l'affluenza totale al torneo in più di 140000 presenze.
Limitatamente alla finale, Eden Park registrò 42579 spettatori paganti, raggiunti grazie all'emissione di un lotto extra di biglietti a pagamento oltre i 40000 già venduti; un'ulteriore offerta di biglietti omaggio agli spettatori fu prevista per coloro che si fossero presentati alla biglietteria dello stadio dalle 15:30 locali in avanti, un'ora prima della disputa della finale per il terzo posto.
L'affluenza registrata a Eden Park per la finale costituisce un record per un incontro di rugby internazionale femminile.

## Copertura televisiva
Numerose emittenti televisive pubbliche e private stipularono accordi con World Rugby per la visione totale o parziale, in diretta o differita, degli incontri della Coppa del Mondo.
Limitatamente ai Paesi delle squadre qualificate alla competizione, le emittenti televisive interessate furono:
- Australia: Stan Sports
- Canada: The Sports Network
- Figi: Fiji Television
- Francia:
  - Francia metropolitana: TF1
  - Guadalupa: TF1
  - Guyana francese: TF1
  - Isole Sparse: TF1
  - Martinica: TF1, NBC Peacock
  - Mayotte: TF1, Super Sport
  - Nuova Caledonia: Fiji Television
  - Polinesia francese: Fiji Television
  - Riunione: TF1
  - Saint-Pierre e Miquelon: TF1
  - Terre australi e antartiche: TF1
  - Wallis e Futuna: TF1
- Giappone: J Sports
- Italia: Rai, Sky Sport
- Nuova Zelanda: Spark, TV3
- Regno Unito:
  - Inghilterra: ITV
  - Galles: ITV, S4C (in lingua gallese)
  - Irlanda del Nord: ITV
  - Scozia: ITV
  - Isole Cayman: NBC
  - Isole Vergini britanniche: NBC
  - Montserrat: NBC
  - Sant'Elena e Ascensione: Super Sport
  - Turks e Caicos: NBC
- Stati Uniti: NBC
  - Isole Vergini Americane: NBC
  - Midway: NBC
  - Samoa Americane: Fiji Television
- Sudafrica: Super Sport

Altri Paesi non partecipanti ebbero un accordo di copertura televisiva della Coppa del Mondo; tra di essi figurano Argentina, Brasile, Cile, Filippine, Nigeria, Paesi Bassi e dipendenze caraibiche, Polonia, Portogallo e altre.
Paesi ed entità territoriali non interessate da accordi televisivi ebbero comunque accesso alla visione in chiaro in diretta streaming; tra di essi si citano Albania, Austria, Belgio, Croazia, Germania, Grecia, Hong Kong, Messico, Panama, Svezia, Svizzera, Ucraina e altre.